# اصل ضرب
اصل ضرب (به انگلیسی: Rule of product) در ترکیبیات یکی از اصول اساسی شمارش است. بسیاری از اصول دیگر در شمارش، به تعمیم از اصل ضرب به وجود آمده‌اند.

## تعریف
به بیان ساده، اگر کار {\displaystyle A}به {\displaystyle n} روش قابل انجام باشد و به ازای هر حالت انجام کار {\displaystyle A}، کار {\displaystyle B}به {\displaystyle m}روش قابل انجام باشد، تعداد روش‌های انجام این دو کار با هم، {\displaystyle mn}است.
یا به بیانی ابتدایی تر، اگر رخداد {\displaystyle A} مثلا شامل دو مرحلهٔ (مستقل از هم) باشد، به طوری که یکی از مراحل به {\displaystyle n} حالت و یکی دیگر از مراحل به {\displaystyle m} حالت بتواند انجام پذیرد؛ در این صورت رخداد مفروض به تعداد {\displaystyle mn} حالت مختلف می‌تواند رخ دهد.

## مثال
کارهای {\displaystyle A}و {\displaystyle B}را در نظر بگیرید:
کار {\displaystyle A}به 3 روش ({\displaystyle A_{1},A_{2},A_{3}})، و کار {\displaystyle B}نیز به 3 روش ({\displaystyle B_{1},B_{2},B_{3}}) قابل انجام  می‌باشند. تعداد کل روش‌های انجام این دو کار با هم را محاسبه نمایید.
طبق اصل ضرب، تعداد کل روش‌ها را محاسبه می‌کنیم: {\displaystyle 3\times 3=9}